# Blas Roca Calderio
Blas Roca Calderio (ur. 24 lipca 1908 w Manzanillo, zm. 25 kwietnia 1987) – kubański polityk.
Od 1933 do 1961 sekretarz generalny Komunistycznej Partii Kuby (na emigracji od 1953 do 1958), od 1963 wchodził w skład władz Zjednoczonej Partii Rewolucji Socjalistycznej. Przewodniczący Zgromadzenia Narodowego od 1976 do 1981. W rzeczywistości jednak przebywał w areszcie domowym na Kubie i nie miał wpływu na podejmowane decyzje.